# 時代と曲のアンソロジー 魔球の時間
時代と曲のアンソロジー 魔球の時間（じだい - きょく - まきゅう - じかん）は、アール・エフ・ラジオ日本（RFラジオ日本）で2007年度からラジオ日本ジャイアンツナイターが中継試合の雨天中止等で放送出来ない場合の19:30〜21:30に放送されている音楽番組である。
毎回一人の歌手（又は一組のグループ）もしくは俳優・映画作品を取り上げ、デビューから最新もしくは最後の作品までを時代背景とともに遡って紹介する番組である。
番組は19:30〜21:00の本編と21:00〜21:30にテーマで扱った歌手の同世代の歌手の曲を流す「変化球の時間」に分かれている。「変化球の時間」はラジオ日本のみの放送で、ネット局では放送されていない。

## パーソナリティ
取り扱うテーマによってパーソナリティが異なる。
- 日本人歌手バージョン：坂井隆夫
- 外国人歌手バージョン：鈴木ダイ
- 映画・映画スターバージョン：鈴木美潮